# Aristóbulo IV
Aristóbulo IV (31 a.C. - 7 a.C.), filho de Herodes, o Grande e de sua segunda esposa, Mariana.

## Biografia
Herodes e Mariane tiveram duas filhas, Salimpsio, que se casou com Phasaelus, seu primo, e Cipros, que se casou com seu primo Antípatro, filho de Salomé, irmã de Herodes. Herodes e Mariane também tiveram dois filhos, Alexandre e Aristóbulo IV.
Aristóbulo tinha apenas 3 anos quando sua mãe foi morta, acusada de adultério. Aos 12 anos foi mandado para estudar em Roma, junto com seu irmão, Alexandre, na corte de Augusto (20 a.C.)
Flávio Josefo nos conta ("Antiguidades Judaicas") que ao retornarem a Jerusalém, em 12 a.C., os dois irmãos foram recebidos com grande entusiasmo popular e considerados príncipes dignos da linhagem macabeia. Dessa popularidade se aproveitaram os que contestavam a legitimidade do governo de Herodes, para instigar os príncipes a fazer valer seus direitos ao trono, em detrimento do primogênito real, Antípatro.
Herodes percebeu o perigo mas, de início, procurou agir com diplomacia, dando sua sobrinha, Berenice (filha de Salomé), em casamento a Aristóbulo, e arranjando, para Alexandre, uma união fora do círculo familiar, com Glafira, filha do rei da Capadócia, Arquelau. 
Mas as intrigas continuaram, alimentadas tanto pelos inimigos de Herodes, quanto pela mãe, Cipros, e pela irmã do rei, Salomé, que odiavam os hasmoneus e apoiavam Antípatro, que era filha da primeira esposa de Herodes, Doris.
Obcecados pela morte da mãe, Aristóbulo e Alexandre não faziam segredo de seus propósitos de livrar o país da tirania dos idumeus. Afinal, a situação se tornou insuportável, deteriorando, completamente, as relaçoes entre o rei e os dois príncipes. Após uma tentativa de conciliação, patrocinada pelo próprio imperador,  Augusto, os jovens foram submetidos ao julgamento de um Conselho, acusados de alta traição, e condenados à morte.
Aristóbulo e seu irmão, Alexandre, foram estrangulados, em Samaria (7 a.C.).

## Genealogia
- Pais: Herodes o Grande e Mariana
- Irmãos (plenos):  Alexandre , Salimpsio, Cipros.
- Filhos: Com Berenice: Herodias,  Herodes de Calcis, Herodes Agripa I, Aristóbulo V, e Mariana.